# Vlkov (okres Benešov)
Vlkov (Duits: Wilkow of Wilkow bei Tschakau) is een Tsjechische plaats in de gemeente Čakov in de regio Midden-Bohemen en maakt deel uit van het district Benešov. Het dorp ligt op ongeveer 0,5 km afstand van Čakov.
Vlkov telt 28 inwoners (2021).

## Geschiedenis
De eerste schriftelijke vermelding van het dorp dateert van 1390.
Sinds 1967 maakt Vlkov deel uit van de gemeente Čakov.

## Verkeer en vervoer

### Autowegen
Er leidt een regionale weg naar het dorp.

### Spoorlijnen
Er is geen spoorlijn of station in (de buurt van) Vlkov.

### Buslijnen
Er is één bushalte in het dorp:
| Halte        | Lijn | Traject            | Vervoerder   |
| ------------ | ---- | ------------------ | ------------ |
| Čakov, Vlkov | 798  | Benešov - Ostředek | ČSAD Benešov |

## Bezienswaardigheden
- Monumentale klokkentoren

## Galerij

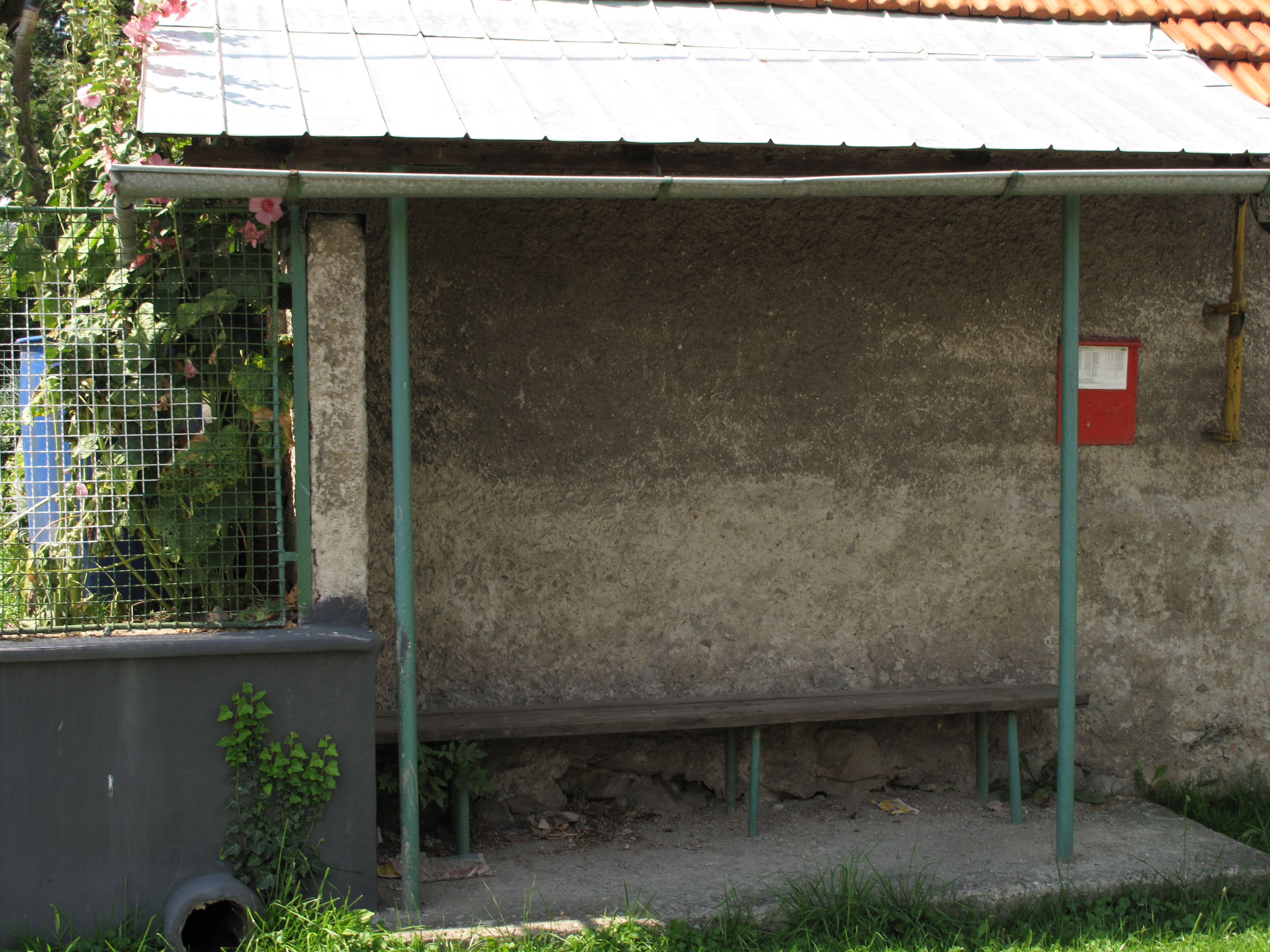
Abri in het dorp (2010)
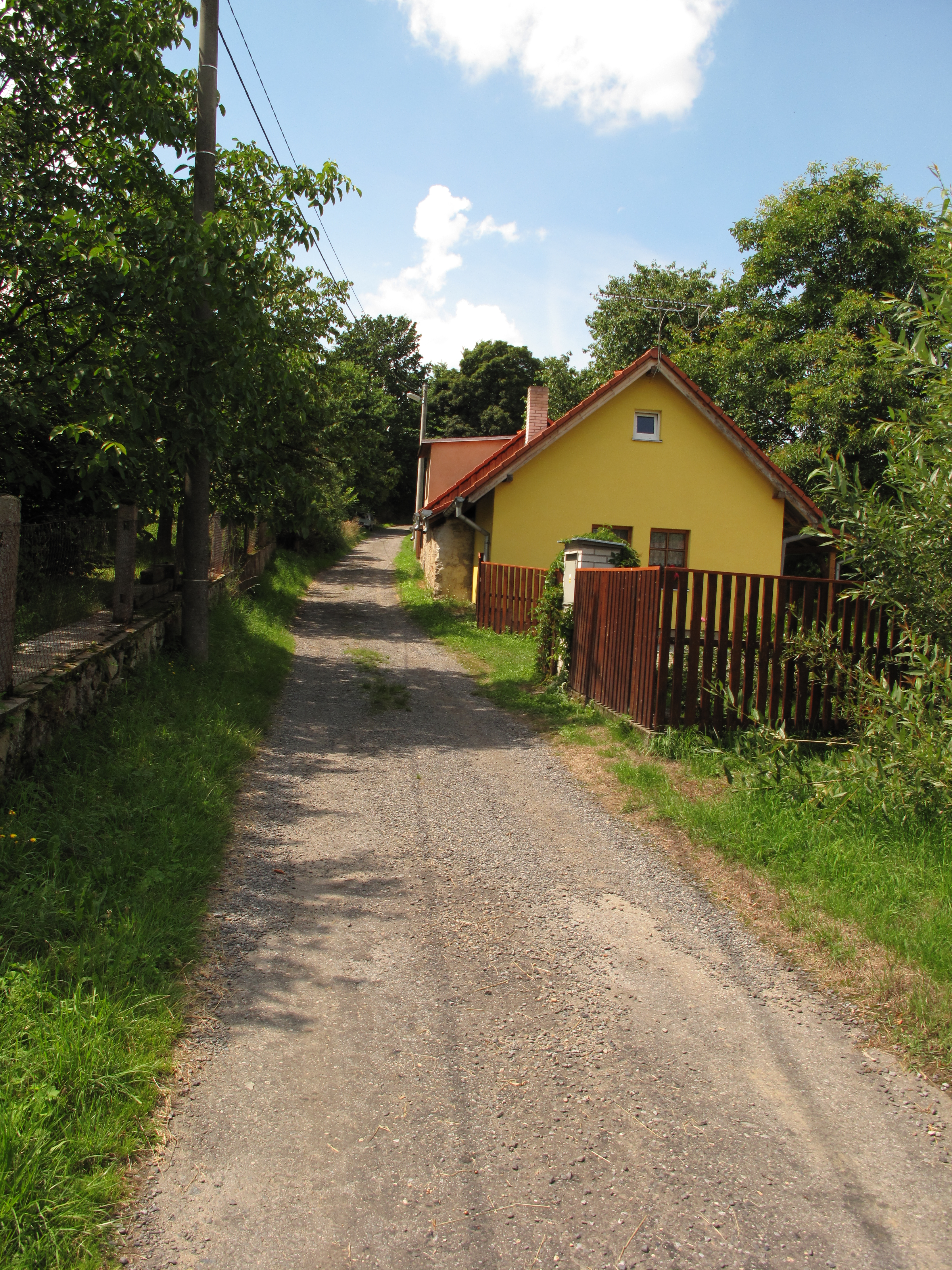
Straat in het dorp (2010)
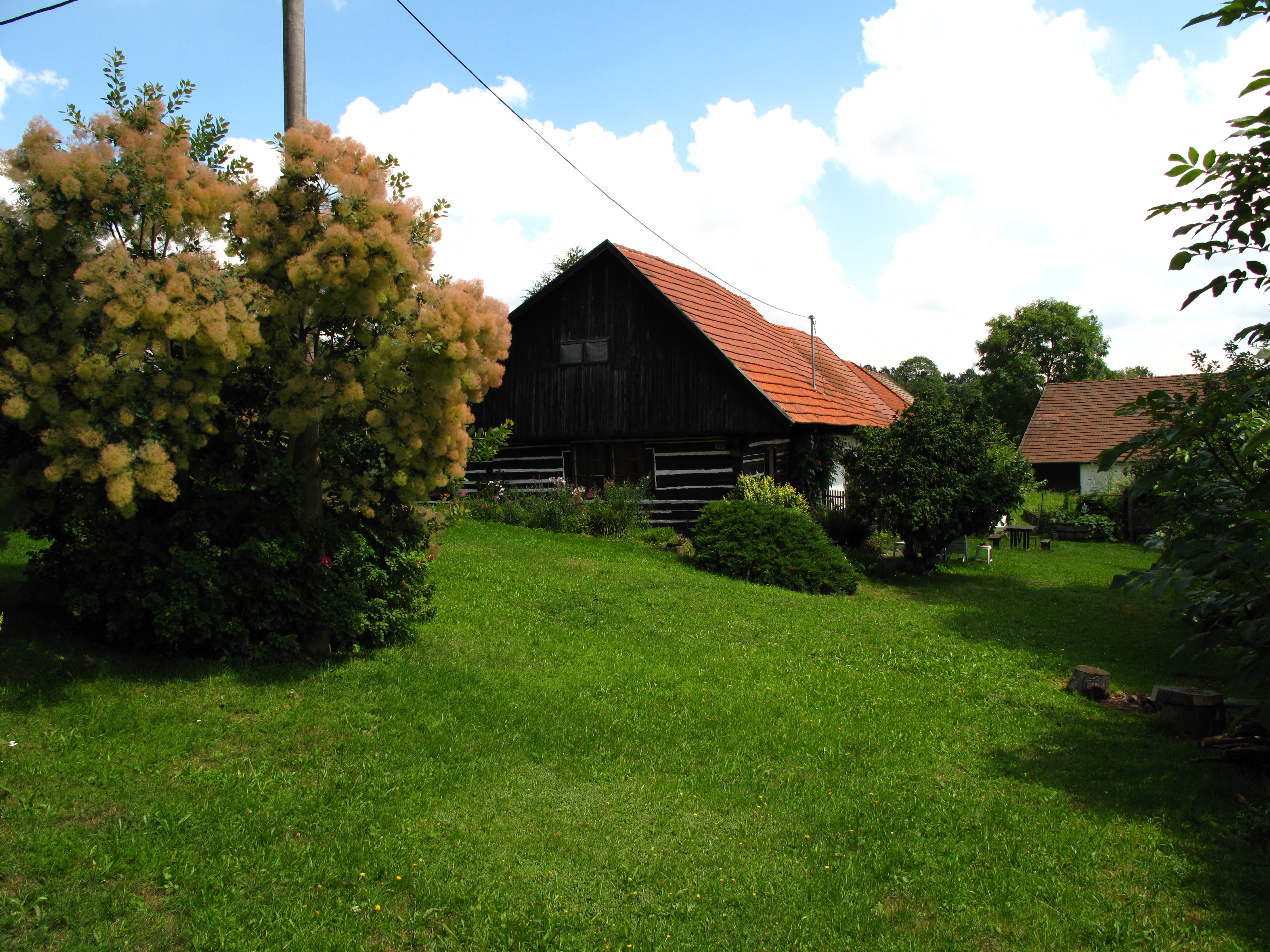
Blokhut in het dorp (2010)
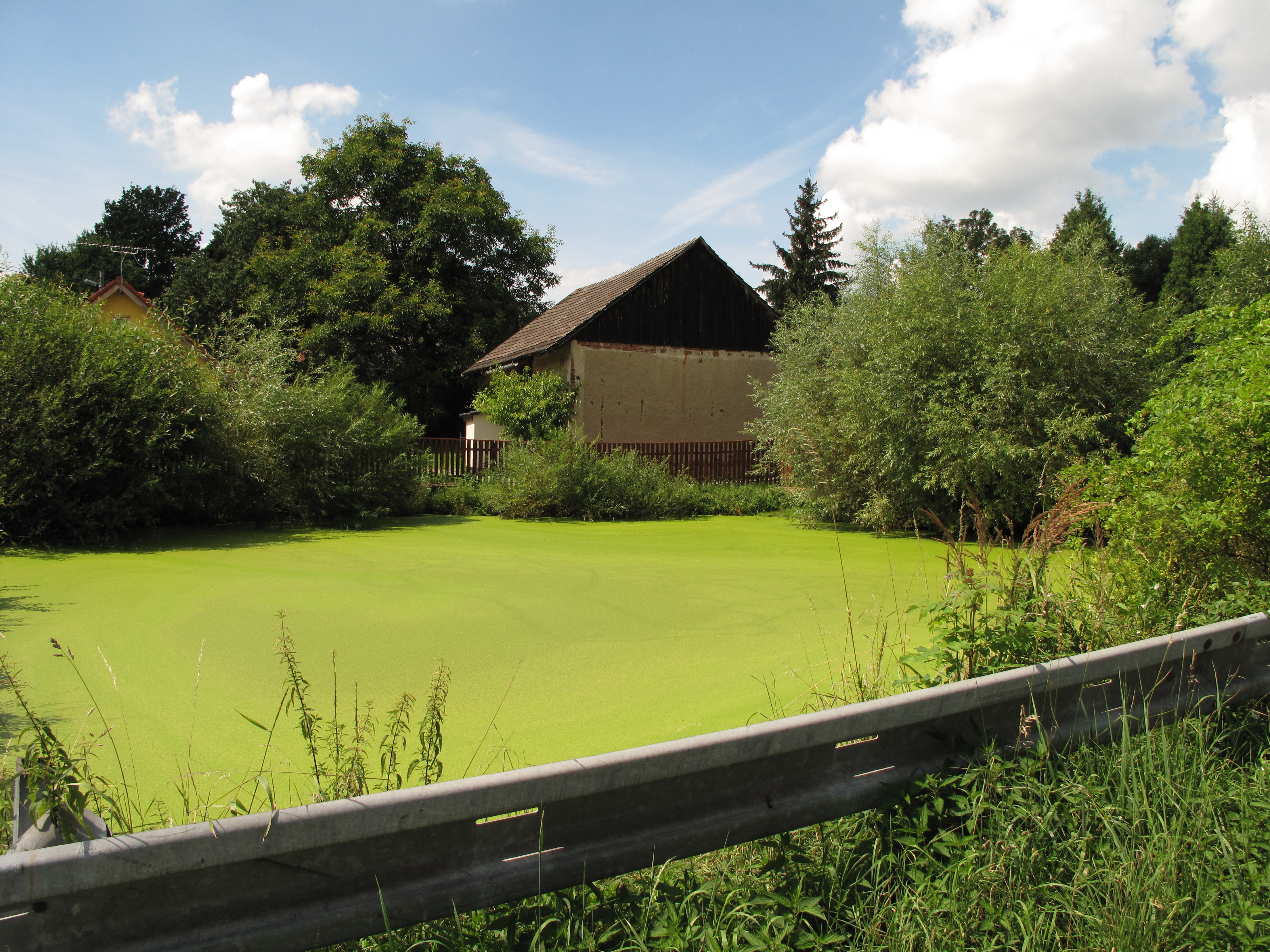
Dorpsvijver (2010)